# Emil Hegle Svendsen
Emil Hegle Svendsen (* 12. července 1985, Trondheim, Norsko) je bývalý norský biatlonista, čtyřnásobný olympijský vítěz, dvanáctinásobný mistr světa a vítěz světového poháru.
Svou první medaili na mistrovství světa získal v roce 2007 v Anterselvě, kde obsadil ve smíšené štafetě třetí místo. Na mistrovství světa 2008 v Östersundu se stal poprvé mistrem světa, když vyhrál vytrvalostní závod a závod s hromadným startem, navíc dopomohl mužské štafetě k druhému místu. Se štafetou triumfoval o rok později na mistrovství světa 2009 v Pchjongčchangu. V roce 2010 na mistrovství světa 2010 v Chanty-Mansijsku, kde byla na programu pouze smíšená štafeta, obsadil v tomto závodě druhé místo. Na světovém šampionátu 2011 v Chanty-Mansijsku se stal znova dvojnásobným mistrem světa, když dokázal vyhrát závod s hromadným startem a byl členem vítězné mužské štafety, k tomu přidal druhé místo z vytrvalostního závodu. O rok později, na mistrovství světa 2012 v Ruhpoldingu, vybojoval v obou štafetových závodech titul mistra světa a obsadil druhé místo ve sprintu. Nejvíce medaili vybojoval v roce 2013 na mistrovství světa v Novém Městě na Moravě, kde se stal čtyřnásobným mistrem světa a v jednom závodě získal bronzovou medaili.
Na olympijských hrách startoval poprvé v roce 2006, kde se medailově neprosadil. Na olympijských hrách 2010 ve Vancouveru se stal olympijským vítězem ve vytrvalostním závodě a ve štafetovém závodě, navíc obsadil druhé místo ve sprintu.
Ve světovém poháru dokázal v celkovém hodnocení v sezóně 2009/10 vybojovat první místo, v následujících třech sezónách skončil na druhé příčce. V celkovém hodnocení obsadil dvakrát také třetí místo.
Po skončení sezony 2017/18 oznámil, že ukončuje závodní kariéru.
Od roku 2014 tvoří pár s moderátorkou Samanthou Skogrand. Na začátku roku 2019 se mu narodil syn Magnus Svendsen a v červenci 2021 dcera Elsa.

## Výsledky

### Olympijské hry a mistrovství světa
| Sezóna  | Akce | Místo                | SP  | SZ  | HZ  | IZ  | ŠT | SŠT | Věk    |
| ------- | ---- | -------------------- | --- | --- | --- | --- | -- | --- | ------ |
| 2005/06 | ZOH  | Turín                | –   | –   | 6.  | –   | –  | –   | 20 let |
| 2006/07 | MS   | Anterselva           | 7.  | 5.  | –   | –   | –  | 3.  | 21 let |
| 2007/08 | MS   | Östersund            | 12. | 12. | 1.  | 1.  | 2. | –   | 22 let |
| 2008/09 | MS   | Pchjongčchang        | –   | –   | 12. | –   | 1. | –   | 23 let |
| 2009/10 | ZOH  | Vancouver            | 2.  | 8.  | 13. | 1.  | 1. | –   | 24 let |
| 2010/11 | MS   | Chanty-Mansijsk      | 5.  | 2.  | 1.  | 4.  | 1. | –   | 25 let |
| 2011/12 | MS   | Ruhpolding           | 2.  | 5.  | 18. | 8.  | 1. | 1.  | 26 let |
| 2012/13 | MS   | Nové Město na Moravě | 1.  | 1.  | 3.  | –   | 1. | 1.  | 27 let |
| 2013/14 | ZOH  | Soči                 | 9.  | 7.  | 1.  | 7.  | 4. | 1.  | 28 let |
| 2014/15 | MS   | Kontiolahti          | 36. | 19. | 15. | 2.  | 2. | –   | 29 let |
| 2015/16 | MS   | Oslo                 | 17. | 3.  | 28. | 32. | 1. | –   | 30 let |
| 2016/17 | MS   | Hochfilzen           | 36. | DNS | 28. | 27. | 8. | 8.  | 31 let |
| 2017/18 | ZOH  | Pchjongčchang        | 18. | 20. | 3.  | 10. | 2. | 2.  | 32 let |

Poznámka: Výsledky z mistrovství světa se započítávají do celkového hodnocení světového poháru, výsledky z olympijských her se dříve započítávaly, od olympijských her v Soči se nezapočítávají.

### Světový pohár

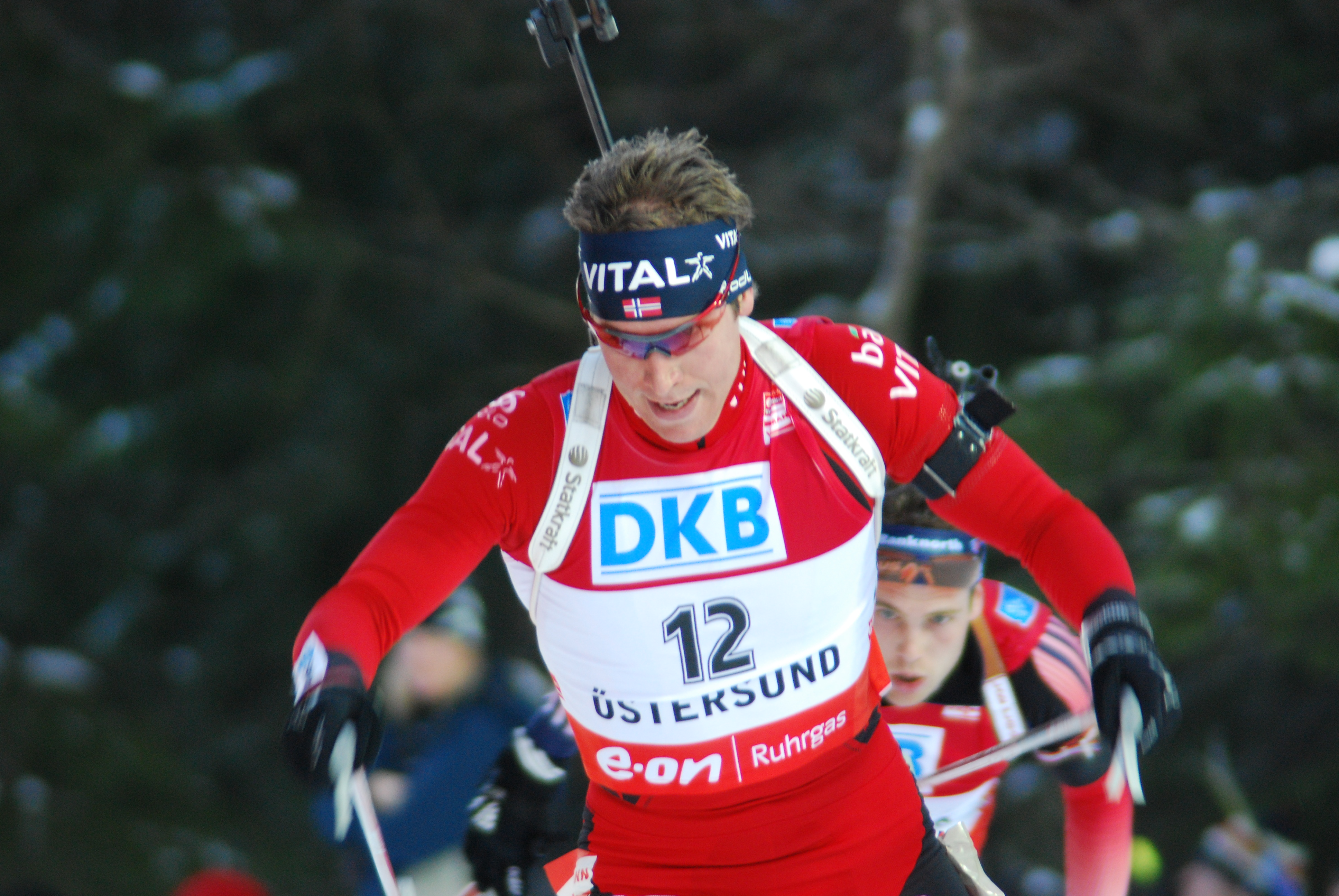
Emil Hegle Svendsen v roce 2008 v závodě světového poháru v Östersundu

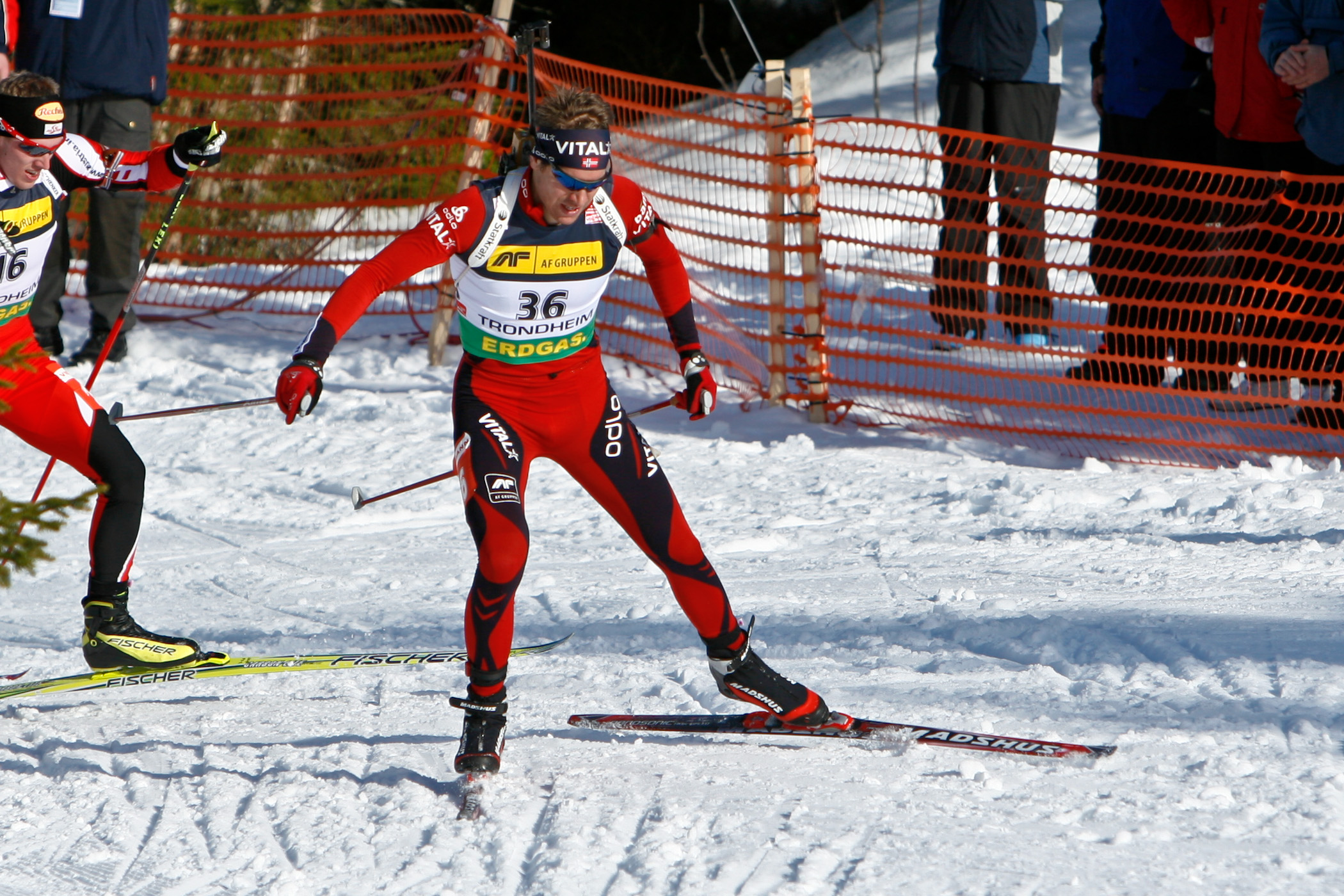
Emil Hegle Svendsen v roce 2009 v závodě světového poháru v Trondheimu

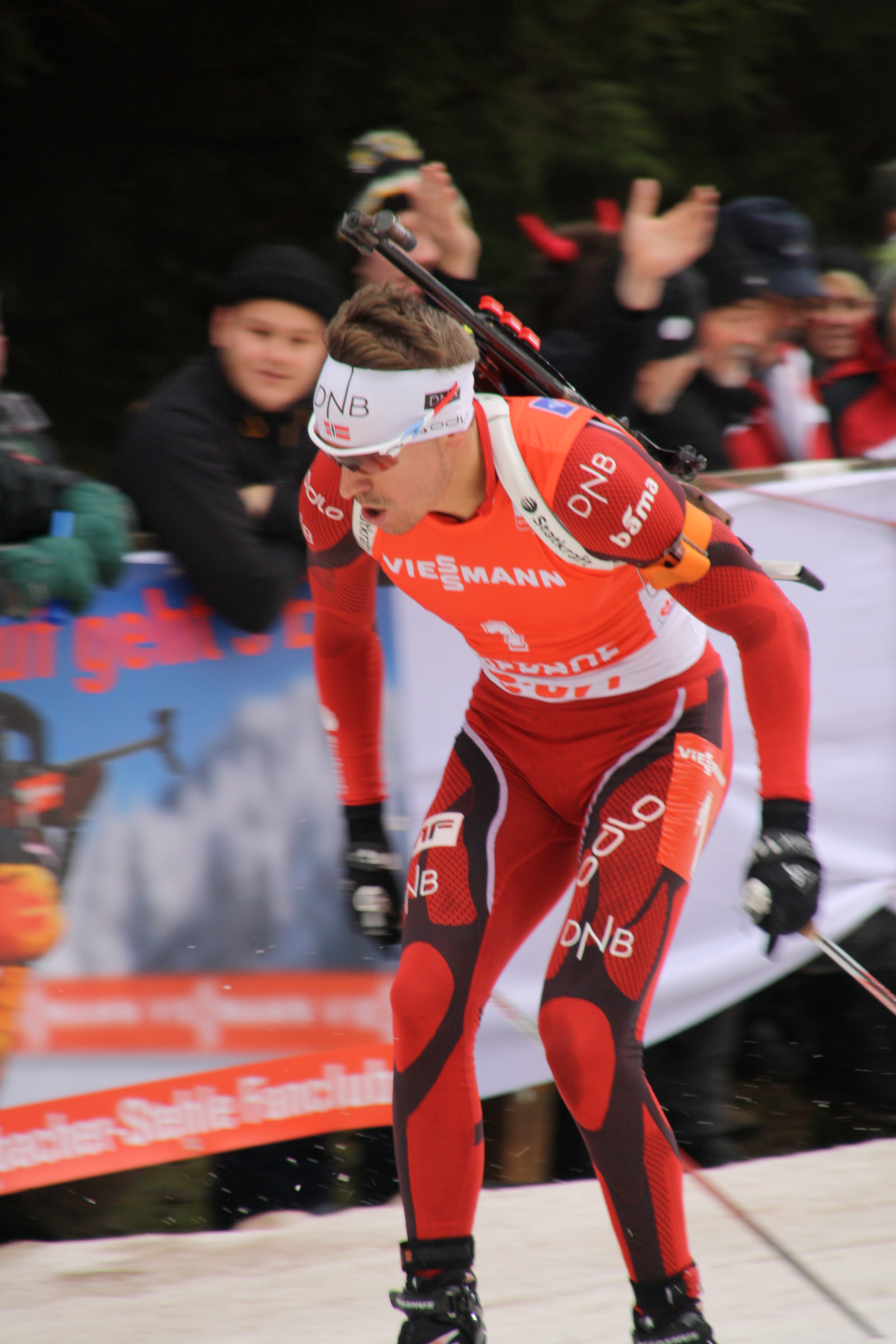
Emil Hegle Svendsen v roce 2014 v závodě světového poháru v Oberhofu

Sezóna 2005/06
| ČSP              | Místo            | SP             | SZ  | HZ  | IZ  | ŠT | SŠT | STŘ  |
| ---------------- | ---------------- | -------------- | --- | --- | --- | -- | --- | ---- |
| 3.               | Osrblie          | 5.             | 51. | –   | 68. | –  | –   | –    |
| 4.               | Oberhof          | 15.            | –   | 17. | –   | 6. | –   | –    |
| 5.               | Ruhpolding       | 5.             | 9.  | –   | –   | 3. | –   | –    |
| 6.               | Anterselva       | 14.            | DNS | –   | –   | –  | –   | –    |
| 7.               | Pokljuka         | 32.            | 22. | –   | –   | –  | –   | –    |
| 8.               | Kontiolahti      | 19.            | 47. | 7.  | –   | –  | –   | –    |
| 9.               | Oslo             | 31.            | 26. | 5.  | –   | –  | –   | –    |
| Celkové umístění | Celkové umístění | 21.            | 32. | 7.  | nkl | 4. | –   | 82 % |
| Celkové umístění | Celkové umístění | 289 bodů (22.) |     |     |     | 4. | –   | 82 % |

Sezóna 2006/07
| ČSP              | Místo            | SP             | SZ  | HZ  | IZ  | ŠT | SŠT | STŘ  |
| ---------------- | ---------------- | -------------- | --- | --- | --- | -- | --- | ---- |
| 1.               | Östersund        | 16.            | 4.  | –   | 44. | –  | –   | –    |
| 2.               | Hochfilzen       | 36.            | 17. | –   | –   | 5. | –   | –    |
| 3.               | Hochfilzen       | 50.            | –   | –   | –   | 1. | –   | –    |
| 4.               | Oberhof          | 11.            | 8.  | –   | –   | 3. | –   | –    |
| 5.               | Ruhpolding       | 3.             | –   | 2.  | –   | 1. | –   | –    |
| 6.               | Pokljuka         | 3.             | 9.  | –   | –   | –  | –   | –    |
| 8.               | Oslo             | –              | –   | 12. | 61. | –  | –   | –    |
| 9.               | Chanty-Mansijsk  | 30.            | 26. | 30. | –   | –  | –   | –    |
| Celkové umístění | Celkové umístění | 14.            | 12. | 18. | nkl | 2. | –   | 79 % |
| Celkové umístění | Celkové umístění | 381 bodů (17.) |     |     |     | 2. | –   | 79 % |

Sezóna 2007/08
| ČSP              | Místo            | SP            | SZ  | HZ  | IZ | ŠT | SŠT | STŘ  |
| ---------------- | ---------------- | ------------- | --- | --- | -- | -- | --- | ---- |
| 2.               | Hochfilzen       | 13.           | 12. | –   | –  | 1. | –   | –    |
| 3.               | Pokljuka         | 25.           | –   | –   | 1. | 4. | –   | –    |
| 4.               | Oberhof          | 3.            | –   | 3.  | –  | 1. | –   | –    |
| 5.               | Ruhpolding       | 15.           | 3.  | –   | –  | 1. | –   | –    |
| 6.               | Anterselva       | –             | –   | 9.  | –  | –  | –   | –    |
| 7.               | Pchjongčchang    | 1.            | 8.  | –   | –  | –  | –   | –    |
| 8.               | Chanty-Mansijsk  | 2.            | 1.  | 28. | –  | –  | –   | –    |
| 9.               | Oslo             | 1.            | 3.  | –   | –  | –  | –   | –    |
| Celkové umístění | Celkové umístění | 3.            | 6.  | 5.  | 2. | 1. | –   | 84 % |
| Celkové umístění | Celkové umístění | 687 bodů (3.) |     |     |    | 1. | –   | 84 % |

Sezóna 2008/09
| ČSP              | Místo            | SP            | SZ | HZ  | IZ  | ŠT | SŠT | STŘ  |
| ---------------- | ---------------- | ------------- | -- | --- | --- | -- | --- | ---- |
| 1.               | Östersund        | 1.            | 3. | –   | 3.  | –  | –   | –    |
| 2.               | Hochfilzen       | 1.            | 1. | –   | –   | 4. | –   | –    |
| 3.               | Hochfilzen       | –             | –  | –   | 17. | –  | –   | –    |
| 4.               | Oberhof          | 24.           | –  | 4.  | –   | 3. | –   | –    |
| 5.               | Ruhpolding       | 3.            | 2. | –   | –   | 1. | –   | –    |
| 6.               | Anterselva       | 1.            | 3. | –   | –   | –  | –   | –    |
| 8.               | Trondheim        | 11.           | 6. | 3.  | –   | –  | –   | –    |
| 9.               | Chanty-Mansijsk  | 4.            | 1. | 15. | –   | –  | –   | –    |
| Celkové umístění | Celkové umístění | 3.            | 2. | 7.  | 14. | 2. | –   | 84 % |
| Celkové umístění | Celkové umístění | 844 bodů (3.) |    |     |     | 2. | –   | 84 % |

Sezóna 2009/10
| ČSP              | Místo            | SP            | SZ | HZ  | IZ | ŠT | SŠT | STŘ  |
| ---------------- | ---------------- | ------------- | -- | --- | -- | -- | --- | ---- |
| 1.               | Östersund        | 2.            | –  | –   | 1. | 2. | –   | –    |
| 2.               | Hochfilzen       | 9.            | 1. | –   | –  | 5. | –   | –    |
| 4.               | Oberhof          | 5.            | –  | 23. | –  | 1. | –   | –    |
| 5.               | Ruhpolding       | 1.            | –  | 1.  | –  | 2. | –   | –    |
| 7.               | Kontiolahti      | 2.            | 7. | –   | –  | –  | –   | –    |
| 8.               | Oslo             | 15.           | 4. | 3.  | –  | –  | –   | –    |
| 9.               | Chanty-Mansijsk  | 8.            | –  | 14. | –  | –  | 2.  | –    |
| Celkové umístění | Celkové umístění | 1.            | 8. | 2.  | 2. | 1. | –   | 87 % |
| Celkové umístění | Celkové umístění | 828 bodů (1.) |    |     |    | 1. | –   | 87 % |

Sezóna 2010/11
| ČSP              | Místo            | SP             | SZ | HZ | IZ  | ŠT | SŠT | STŘ  |
| ---------------- | ---------------- | -------------- | -- | -- | --- | -- | --- | ---- |
| 1.               | Östersund        | 1.             | 2. | –  | 1.  | –  | –   | –    |
| 2.               | Hochfilzen       | 4.             | 5. | –  | –   | 1. | –   | –    |
| 3.               | Pokljuka         | 17.            | –  | –  | 16. | –  | –   | –    |
| 4.               | Oberhof          | 8.             | –  | 2. | –   | –  | –   | –    |
| 5.               | Ruhpolding       | 4.             | 7. | –  | 1.  | –  | –   | –    |
| 6.               | Anterselva       | 14.            | –  | 9. | –   | 3. | –   | –    |
| 8.               | Fort Kent        | 1.             | 1. | 6. | –   | –  | –   | –    |
| 9.               | Oslo             | 6.             | 1. | 1. | –   | –  | –   | –    |
| Celkové umístění | Celkové umístění | 2.             | 3. | 1. | 1.  | 1. | –   | 85 % |
| Celkové umístění | Celkové umístění | 1105 bodů (2.) |    |    |     | 1. | –   | 85 % |

Sezóna 2012/13
| ČSP              | Místo                | SP             | SZ  | HZ  | IZ  | ŠT | SŠT | STŘ  |
| ---------------- | -------------------- | -------------- | --- | --- | --- | -- | --- | ---- |
| 1.               | Östersund            | 3.             | 2.  | –   | 21. | –  | –   | –    |
| 2.               | Hochfilzen           | 4.             | 1.  | –   | –   | 1. | –   | –    |
| 3.               | Hochfilzen           | 54.            | 24. | –   | –   | –  | –   | –    |
| 4.               | Oberhof              | 6.             | –   | 3.  | –   | 5. | –   | –    |
| 5.               | Nové Město na Moravě | 1.             | 9.  | –   | 2.  | –  | –   | –    |
| 6.               | Anterselva           | 23.            | –   | 14. | –   | –  | –   | –    |
| 7.               | Oslo                 | 3.             | 2.  | 1.  | –   | –  | –   | –    |
| 8.               | Kontiolahti          | 12.            | 4.  | –   | –   | –  | –   | –    |
| 9.               | Chanty-Mansijsk      | 5.             | 3.  | 1.  | –   | –  | –   | –    |
| Celkové umístění | Celkové umístění     | 2.             | 2.  | 2.  | 3.  | 2. | –   | 84 % |
| Celkové umístění | Celkové umístění     | 1035 bodů (2.) |     |     |     | 2. | –   | 84 % |

Sezóna 2012/13
| ČSP              | Místo            | SP            | SZ  | HZ | IZ  | ŠT | SŠT | STŘ  |
| ---------------- | ---------------- | ------------- | --- | -- | --- | -- | --- | ---- |
| 1.               | Östersund        | 6.            | 5.  | –  | 4.  | –  | 2.  | –    |
| 2.               | Hochfilzen       | 34.           | 14. | –  | –   | –  | –   | –    |
| 3.               | Pokljuka         | 2.            | 1.  | 6. | –   | –  | –   | –    |
| 4.               | Oberhof          | 3.            | 4.  | –  | –   | 2. | –   | –    |
| 5.               | Ruhpolding       | 4.            | –   | 3. | –   | 2. | –   | –    |
| 6.               | Anterselva       | 2.            | 5.  | –  | –   | –  | –   | –    |
| 9.               | Chanty-Mansijsk  | 30.           | 24. | 3. | –   | –  | –   | –    |
| Celkové umístění | Celkové umístění | 2.            | 2.  | 2. | 25. | 2. | 1.  | 86 % |
| Celkové umístění | Celkové umístění | 827 bodů (2.) |     |    |     | 2. | 1.  | 86 % |

Sezóna 2013/14
| ČSP              | Místo            | SP            | SZ  | HZ  | IZ  | ŠT | SŠT | STŘ  |
| ---------------- | ---------------- | ------------- | --- | --- | --- | -- | --- | ---- |
| 1.               | Östersund        | 11.           | –   | –   | 18. | –  | –   | –    |
| 2.               | Hochfilzen       | 7.            | 2.  | –   | –   | 1. | –   | –    |
| 4.               | Oberhof          | 1.            | 1.  | 11. | –   | –  | –   | –    |
| 5.               | Ruhpolding       | –             | 1.  | –   | 1.  | 9. | –   | –    |
| 7.               | Pokljuka         | 33.           | 20. | 4.  | –   | –  | –   | –    |
| 8.               | Kontiolahti      | 8.            | DNF | –   | –   | –  | –   | –    |
| 8.               | Kontiolahti      | 6.            | DNF | –   | –   | –  | –   | –    |
| 9.               | Oslo             | 10.           | 20. | 14. | –   | –  | –   | –    |
| Celkové umístění | Celkové umístění | 6.            | 7.  | 3.  | 1.  | 5. | –   | 89 % |
| Celkové umístění | Celkové umístění | 636 bodů (2.) |     |     |     | 5. | –   | 89 % |

Sezóna 2014/15
| ČSP              | Místo                | SP            | SZ  | HZ  | IZ | ŠT | SŠT | STŘ  |
| ---------------- | -------------------- | ------------- | --- | --- | -- | -- | --- | ---- |
| 1.               | Östersund            | 7.            | 3.  | –   | 1. | –  | –   | –    |
| 2.               | Hochfilzen           | 9.            | 14. | –   | –  | 3. | –   | –    |
| 3.               | Pokljuka             | 3.            | 1.  | 17. | –  | –  | –   | –    |
| 4.               | Oberhof              | –             | –   | 27. | –  | –  | –   | –    |
| 5.               | Ruhpolding           | 12.           | –   | 4.  | –  | 1. | –   | –    |
| 6.               | Anterselva           | 28.           | 17. | –   | –  | 1. | –   | –    |
| 7.               | Nové Město na Moravě | 43.           | 23. | –   | –  | –  | –   | –    |
| 8.               | Oslo                 | –             | –   | –   | –  | –  | –   | –    |
| 9.               | Chanty-Mansijsk      | 13.           | DNF | 27. | –  | –  | –   | –    |
| Celkové umístění | Celkové umístění     | 17.           | 6.  | 15. | 3. | 2. | –   | 88 % |
| Celkové umístění | Celkové umístění     | 613 bodů (9.) |     |     |    | 2. | –   | 88 % |

Sezóna 2015/16
| ČSP              | Místo            | SP             | SZ          | HZ          | IZ          | ŠT          | SŠT         | SZD         | STŘ  |
| ---------------- | ---------------- | -------------- | ----------- | ----------- | ----------- | ----------- | ----------- | ----------- | ---- |
| 1.               | Östersund        | 7.             | 5.          | –           | 4.          | –           | –           | –           |      |
| 2.               | Hochfilzen       | 10.            | 7.          | –           | –           | 2.          | –           | –           |      |
| 3.               | Pokljuka         | 11.            | 7.          | 2.          | –           | –           | –           | –           |      |
| 4.               | Ruhpolding       | 3.             | 5.          | 13.         | –           | –           | –           | –           |      |
| 5.               | Ruhpolding       | –              | –           | 10.         | 29.         | 1.          | –           | –           |      |
| 6.               | Anterselva       | 27.            | 12.         | –           | –           | –           | –           |             |      |
| 7.               | Canmore          | nestartoval    | nestartoval | nestartoval | nestartoval | nestartoval | nestartoval | nestartoval |      |
| 8.               | Presque Isle     | nestartoval    | nestartoval | nestartoval | nestartoval | nestartoval | nestartoval | nestartoval |      |
| 9.               | Chanty-Mansijsk  | nestartoval    | nestartoval | nestartoval | nestartoval | nestartoval | nestartoval | nestartoval |      |
| Celkové umístění | Celkové umístění | 14.            | 7.          | 15.         | 15.         | 1.          | –           | –           | 87 % |
| Celkové umístění | Celkové umístění | 595 bodů (10.) |             |             |             | 1.          | –           | –           | 87 % |

Sezóna 2016/17
| ČSP              | Místo                | SP            | SZ          | HZ          | IZ          | ŠT          | SŠT         | SZD         | STŘ         |
| ---------------- | -------------------- | ------------- | ----------- | ----------- | ----------- | ----------- | ----------- | ----------- | ----------- |
| 1.               | Östersund            | 14.           | 16.         | –           | –           | –           | –           | 11.         |             |
| 2.               | Pokljuka             | 4.            | 2.          | –           | –           | 9.          | –           | –           |             |
| 3.               | Nové Město na Moravě | 3.            | DNS         | –           | –           | –           | –           | –           |             |
| 4.               | Oberhof              | 7.            | 4.          | 7.          | –           | –           | –           | –           |             |
| 5.               | Ruhpolding           | 3.            | 2.          | –           | –           | 1.          | –           | –           |             |
| 6.               | Anterselva           | –             | –           | 4.          | –           | 2.          | –           | –           |             |
| 7.               | Pchjongčchang        | nestartoval   | nestartoval | nestartoval | nestartoval | nestartoval | nestartoval | nestartoval | nestartoval |
| 8.               | Kontiolahti          | 3.            | 3.          | –           | –           | –           | 5.          | –           |             |
| 9.               | Holmenkollen         | 20.           | 16.         | 4.          | –           | –           | –           | –           |             |
| Celkové umístění | Celkové umístění     | 3.            | 5.          | 12.         | 49.         | 4.          | 4.          | 4.          | 88 %        |
| Celkové umístění | Celkové umístění     | 667 bodů (7.) |             |             |             | 4.          | 4.          | 4.          | 88 %        |

Sezóna 2017/18
| ČSP              | Místo            | SP             | SZ          | HZ          | IZ          | ŠT          | SŠT         | SZD         | STŘ  |
| ---------------- | ---------------- | -------------- | ----------- | ----------- | ----------- | ----------- | ----------- | ----------- | ---- |
| 1.               | Östersund        | 4.             | 4.          | –           | 11.         | –           | 1.          |             |      |
| 2.               | Hochfilzen       | nestartoval    | nestartoval | nestartoval | nestartoval | nestartoval | nestartoval | nestartoval |      |
| 3.               | Annecy           | nestartoval    | nestartoval | nestartoval | nestartoval | nestartoval | nestartoval | nestartoval |      |
| 4.               | Oberhof          | 2.             | 4.          | –           | –           | –           | –           | –           |      |
| 5.               | Ruhpolding       | –              | –           | 24.         | 30.         | 1.          | –           | –           |      |
| 6.               | Anterselva       | 32.            | 5.          | 7.          | –           | –           | –           | –           |      |
| 7.               | Kontiolahti      | nestartoval    | nestartoval | nestartoval | nestartoval | nestartoval | nestartoval | nestartoval |      |
| 8.               | Holmenkollen     | nestartoval    | nestartoval | nestartoval | nestartoval | nestartoval | nestartoval | nestartoval |      |
| 9.               | Ťumeň            | nestartoval    | nestartoval | nestartoval | nestartoval | nestartoval | nestartoval | nestartoval |      |
| Celkové umístění | Celkové umístění | 24.            | 20.         | 29.         | 15.         | 1.          | 2.          | 2.          | 85 % |
| Celkové umístění | Celkové umístění | 323 bodů (24.) |             |             |             | 1.          | 2.          | 2.          | 85 % |

### Juniorská mistrovství
| Sezóna  | D   | Místo           | SP  | SZ  | IZ  | ŠT  | Věk  |
| ------- | --- | --------------- | --- | --- | --- | --- | ---- |
| 2001/02 | MSJ | Val Ridanna     | 13. | 13. | 18. | 11. | 16,6 |
| 2002/03 | MSJ | Kościelisko     | 7.  | 3.  | 3.  | 4.  | 17,6 |
| 2003/04 | MSJ | Haute-Maurienne | 6.  | 1.  | 14. | 1.  | 18,6 |
| 2004/05 | MSJ | Kontiolahti     | 1.  | 2.  | 1.  | 10. | 19,6 |

### Legenda
- ZOH – zimní olympijské hry
- MS – mistrovství světa
- MSJ – mistrovství světa juniorů
- ČSP – číslo světového poháru
- SP – sprint
- SZ – stíhací závod
- HZ – hromadný závod
- IZ – individuální závod
- ŠT – štafeta
- SŠT – smíšená štafeta
- STŘ – střelba (procentuální úspěšnost)
- nkl – neklasifikován
- DSQ – diskvalifikován
- DNF – nedokončil
- DNS – nenastoupil

### Vítězství v závodech SP
Vítězství v závodech světového poháru.
| Sezóna  | Místo                       | Závod                      |
| ------- | --------------------------- | -------------------------- |
| 2006/07 | Hochfilzen, Rakousko        | Štafeta (4 × 7,5 km)       |
| 2006/07 | Ruhpolding, Německo         | Štafeta (4 × 7,5 km)       |
| 2007/08 | Hochfilzen, Rakousko        | Štafeta (4 × 7,5 km)       |
| 2007/08 | Pokljuka, Slovinsko         | Vytrvalostní závod (20 km) |
| 2007/08 | Oberhof, Německo            | Štafeta (4 × 7,5 km)       |
| 2007/08 | Ruhpolding, Německo         | Štafeta (4 × 7,5 km)       |
| 2007/08 | Pchjongčchang, Jižní Korea  | Sprint (10 km)             |
| 2007/08 | Chanty-Mansijsk, Rusko      | Stíhací závod (12,5 km)    |
| 2007/08 | Holmenkollen, Norsko        | Sprint (10 km)             |
| 2008/09 | Östersund, Švédsko          | Sprint (10 km)             |
| 2008/09 | Hochfilzen, Rakousko        | Sprint (10 km)             |
| 2008/09 | Hochfilzen, Rakousko        | Stíhací závod (12,5 km)    |
| 2008/09 | Ruhpolding, Německo         | Štafeta (4 × 7,5 km)       |
| 2008/09 | Anterselva, Itálie          | Sprint (10 km)             |
| 2008/09 | Chanty-Mansijsk, Rusko      | Stíhací závod (12,5 km)    |
| 2009/10 | Östersund, Švédsko          | Vytrvalostní závod (20 km) |
| 2009/10 | Hochfilzen, Rakousko        | Stíhací závod (12,5 km)    |
| 2009/10 | Oberhof, Německo            | Štafeta (4 × 7,5 km)       |
| 2009/10 | Ruhpolding, Německo         | Sprint (10 km)             |
| 2009/10 | Ruhpolding, Německo         | Hromadný start (15 km)     |
| 2010/11 | Östersund, Švédsko          | Vytrvalostní závod (20 km) |
| 2010/11 | Östersund, Švédsko          | Sprint (10 km)             |
| 2010/11 | Hochfilzen, Rakousko        | Štafeta (4 × 7,5 km)       |
| 2010/11 | Ruhpolding, Německo         | Vytrvalostní závod (20 km) |
| 2010/11 | Fort Kent, USA              | Sprint (10 km)             |
| 2010/11 | Fort Kent, USA              | Stíhací závod (12,5 km)    |
| 2010/11 | Holmenkollen, Norsko        | Stíhací závod (12,5 km)    |
| 2010/11 | Holmenkollen, Norsko        | Hromadný start (15 km)     |
| 2011/12 | Hochfilzen, Rakousko        | Stíhací závod (12,5 km)    |
| 2011/12 | Hochfilzen, Rakousko        | Štafeta (4 × 7,5 km)       |
| 2011/12 | Nové Město na Moravě, Česko | Sprint (10 km)             |
| 2011/12 | Holmenkollen, Norsko        | Hromadný start (15 km)     |
| 2011/12 | Chanty-Mansijsk, Rusko      | Hromadný start (15 km)     |
| 2012/13 | Pokljuka, Slovinsko         | Stíhací závod (12,5 km)    |
| 2012/13 | Hochfilzen, Rakousko        | Štafeta (4 × 7,5 km)       |
| 2013/14 | Hochfilzen, Rakousko        | Štafeta (4 × 7,5 km)       |
| 2013/14 | Oberhof, Německo            | Sprint (10 km)             |
| 2013/14 | Oberhof, Německo            | Stíhací závod (12,5 km)    |
| 2013/14 | Ruhpolding, Německo         | Vytrvalostní závod (20 km) |
| 2013/14 | Ruhpolding, Německo         | Stíhací závod (12,5 km)    |
| 2014/15 | Östersund, Švédsko          | Vytrvalostní závod (20 km) |
| 2014/15 | Pokljuka, Slovinsko         | Stíhací závod (12,5 km)    |
| 2014/15 | Ruhpolding, Německo         | Štafeta (4 × 7,5 km)       |
| 2014/15 | Anterselva, Itálie          | Štafeta (4 × 7,5 km)       |
| 2015/16 | Ruhpolding, Německo         | Štafeta (4 × 7,5 km)       |
| 2016/17 | Ruhpolding, Německo         | Štafeta (4 × 7,5 km)       |
| 2017/18 | Ruhpolding, Německo         | Štafeta (4 × 7,5 km)       |